# Paul Bucher
Paul Bucher, né le 16 mai 1887 à Guebwiller et mort le 22 mai 1966 à Rouffach, est un égyptologue français.

## Biographie
Paul Emil Buecher naît à Guebwiller en 1887, fils de Joseph Buecher et Anna Maria Martz, son épouse. Il suit des études de théologie à Strasbourg, puis au Grand Séminaire et passe un doctorat en philologie. Ordonné prêtre en 1913, il devient vicaire à Eschau, à Strasbourg puis Avenheim. En 1927, il part étudier en Égypte et devient pensionnaire de l'Institut français d'archéologie orientale au Caire.
Il a travaillé dans la vallée des Rois où il a décrypté et publié les inscriptions des murs des tombes KV34 (Thoutmôsis III) et KV35 (Amenhotep II).
Après la Seconde Guerre mondiale, il est chargé de cours d'égyptologie à la Faculté des lettres de Strasbourg, où il travaille avec le professeur Jean Leclant.
Il meurt en 1966 à Rouffach.

## Publications
- Les textes des tombes de Thoutmôsis III et d'Amenhotep II, MIFAO (Mémoires publiés par les membres de l'Institut français d'archéologie orientale), volume 60, Le Caire, 1932, 222 pages.
- Les textes à la fin des première, deuxième et troisième heures du livre « de ce qu'il y a dans la Douat ». Textes comparés des tombes de Thoutmôsis III, Amenhotep II et Séti Ier, Institut français d'archéologie orientale, 1931, 247 pages.
- Les hymnes à Sobk-Ra, seigneur de Smenou, des papyrus no 2 et 7 de la Bibliothèque nationale de Strasbourg, Paul Geuthner, 1930, 50 pages.
- avec Pierre Montet, Un dieu cananéen à Tanis : Houroun de Ramsès, Numéro 2 de Revue biblique, J. Gabalda, 1935, 165 pages.
- Les commencements des Psaumes LI à XCIII : Inscription d'une tombe de Ḳaṣr eṣ Ṣaijād